# Colocasiomyia xenalocasiae
Colocasiomyia xenalocasiae är en tvåvingeart som först beskrevs av Toyohi Okada 1980.  Colocasiomyia xenalocasiae ingår i släktet Colocasiomyia och familjen daggflugor. Inga underarter finns listade i Catalogue of Life.